# Châteauneuf-en-Thymerais
Châteauneuf-en-Thymerais é uma comuna francesa na região administrativa do Centro, no departamento Eure-et-Loir. Estende-se por uma área de 4,07 km². Em 2010 a comuna tinha 2 628 habitantes (densidade: 645,7 hab./km²).